# 竹本蟠龍軒
竹本 蟠龍軒（たけもと ばんりゅうけん）は、義太夫節の太夫の名跡（軒号）。江戸中期より三代を数える。初代蟠龍軒と二代目蟠龍軒の親子が、竹本津太夫を名乗った後に、素人として名乗った名跡（軒号）。三代目蟠龍軒は、初代蟠龍軒の孫であり二代目蟠龍軒の息子である三代目竹本津太夫＝七代目竹本綱太夫の門弟であることから、竹本綱太夫系の名跡（軒号）として知られる。また、二代目は蟠龍軒席の席亭を勤めていた。定紋は、初代・二代目が釜敷梅鉢、三代目が抱き柏。竹本蟠竜軒とも表記するが、竹本幡龍軒は誤りである。

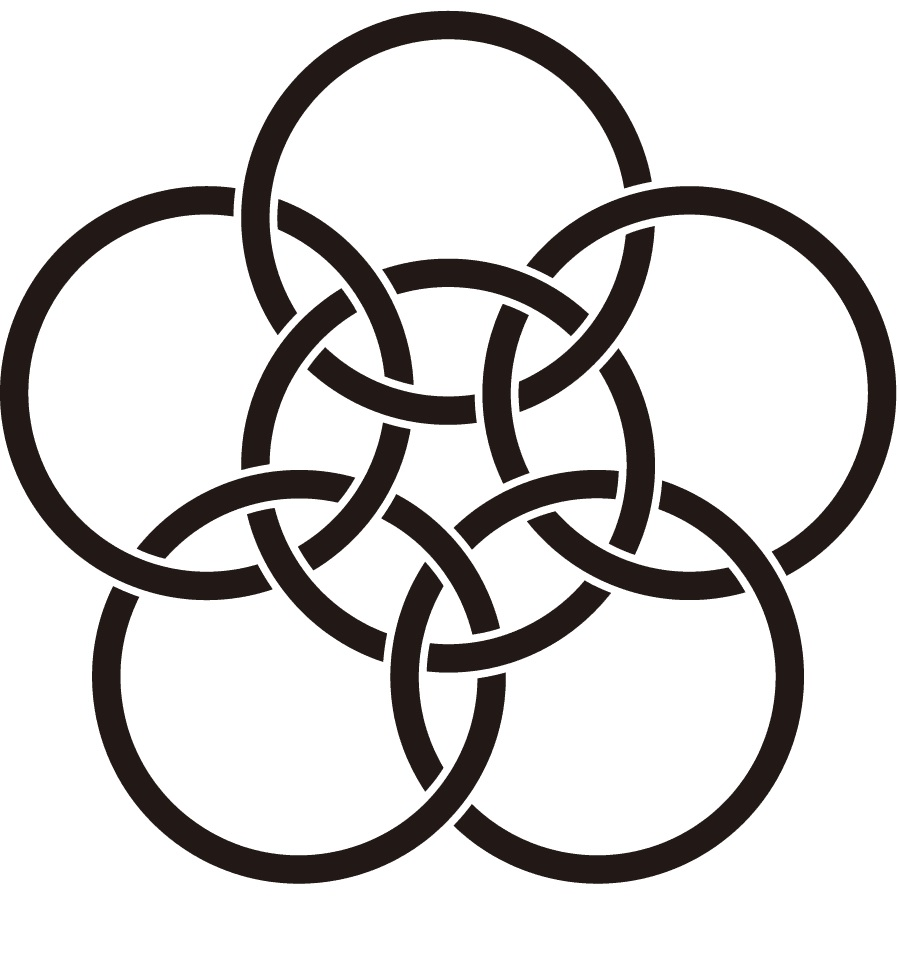
釜敷梅鉢

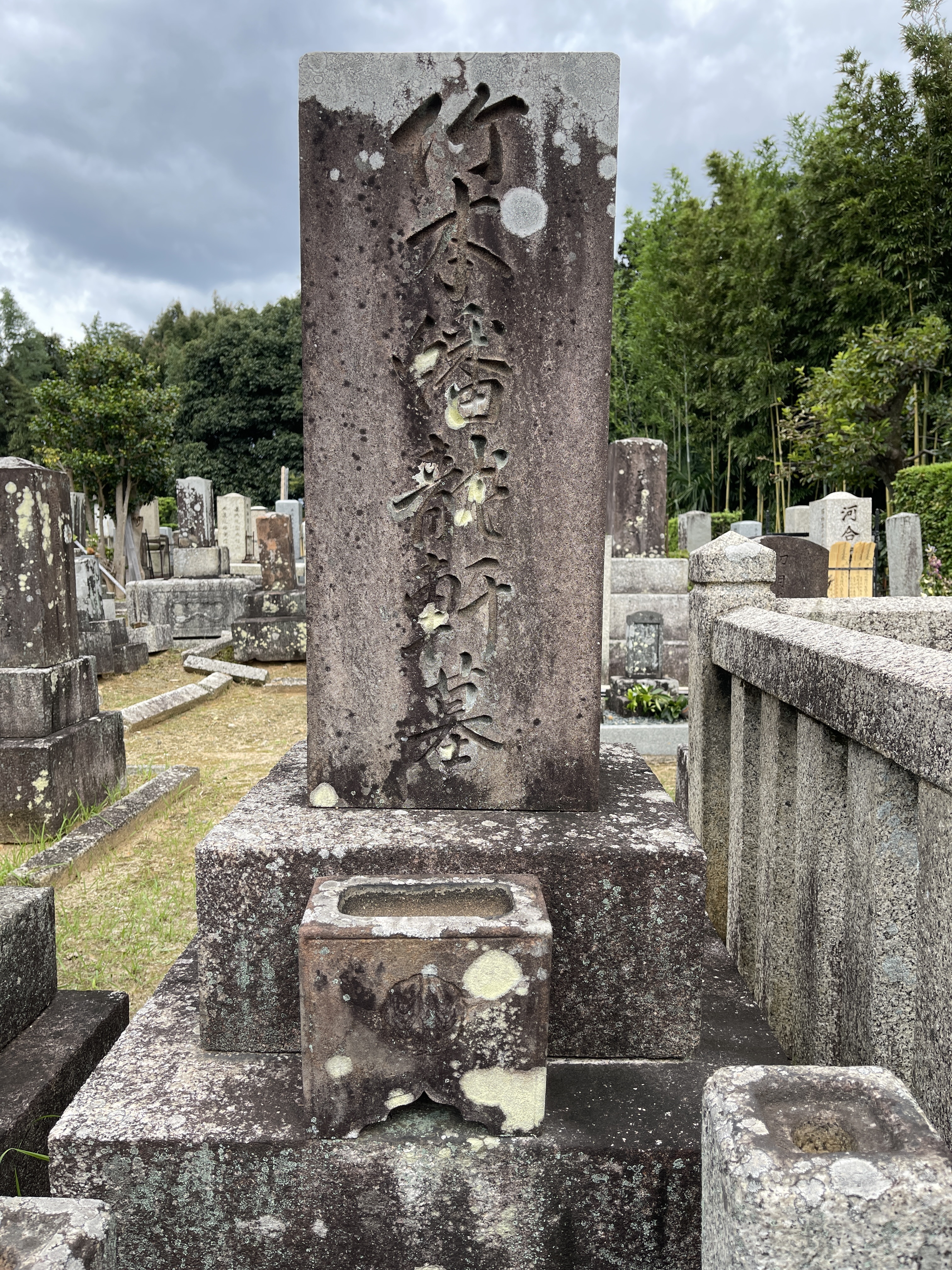
竹本蟠龍軒墓(本寿寺)

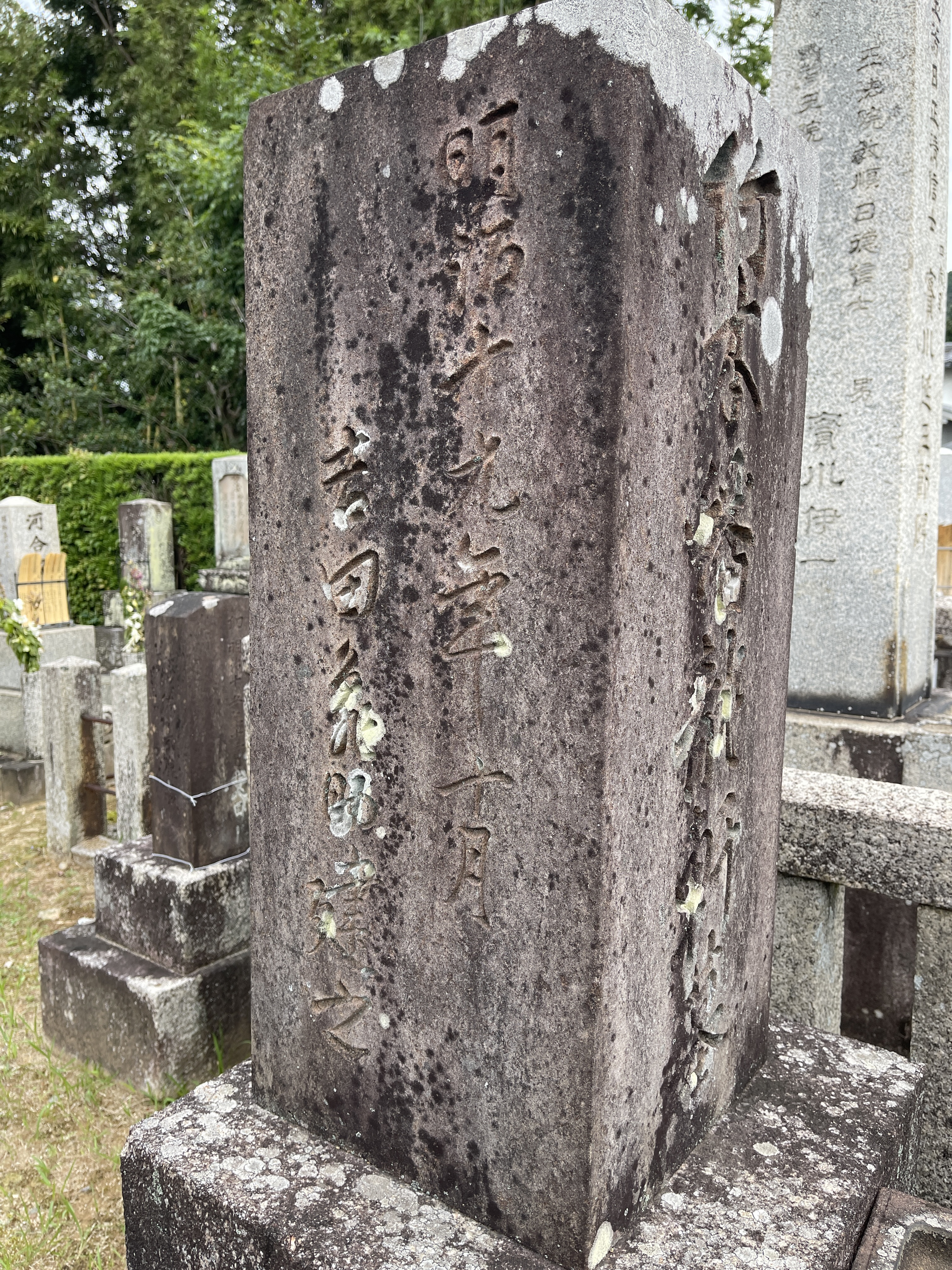
竹本蟠龍軒墓(側面)

京都大谷本廟内の本寿寺に竹本蟠龍軒の墓が存在し、紋は抱き柏が彫られている。側面に「明治十九年十月 吉田亀助建立」とあることから、年代的に三代目のものとも考えられるが、京都の寺であることから、初代・二代目の供養塔とも考えられる。

## 初代
初代の師匠である二代目竹本綱太夫が京都の猪熊仏光寺にて菅大臣縞を織る津國屋（つのくにや）という織物業を営んでいたことに由来し、津國屋（つのくにや）の号から「津」の字を取り、竹本津太夫と名乗る。
定紋は初代が営んでいた唐鳥屋の紋から釜敷梅鉢
初代竹本津太夫 → 初代竹本蟠龍軒

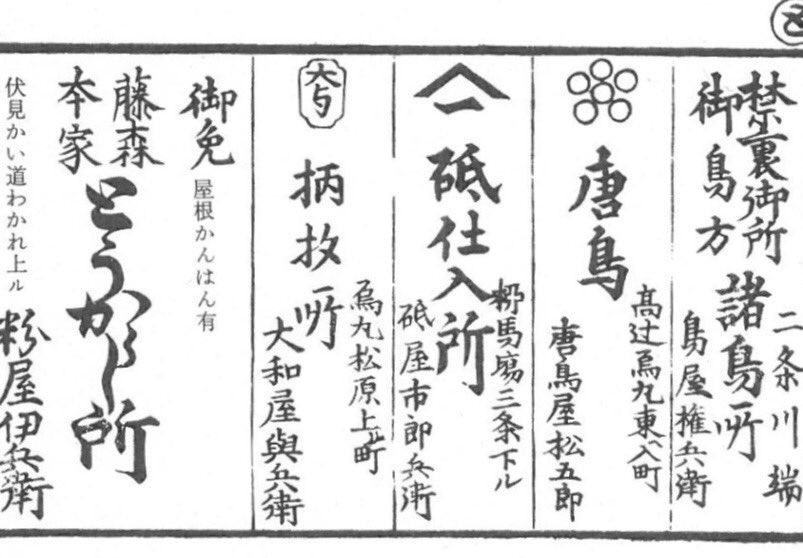
高辻烏丸東入町 唐鳥 唐鳥屋松五郎

文化・文政（化政期）の津太夫。文化・文政（化政期）の津太夫。本名：櫻井源助・唐鳥屋松五郎（櫻井源助は代々が名乗る通名であると三代目津太夫（七代目綱太夫）は述べている）。京は烏丸高辻で公家や雲州（出雲国）・薩州（薩摩国）の大名方に出入りする名鳥（鶯、鶴、孔雀等）・狆を商う唐鳥屋を営んでいた。二代目竹本綱太夫の門弟で、師匠二代目綱太夫の営んでいた津國屋（つのくにや）から津の字を取り初代竹本津太夫を名乗る。孫の三代目津太夫（七代目綱太夫）の死亡記事によれば、28歳の時に、二階より落ち耳が不自由となったため、津太夫の名跡を息子である小鳥屋松蔵に譲り、初代竹本蟠龍軒を名乗る。後に素人語りとして大成し、素人の大関となった。
『義太夫年表近世篇』にて確認できる初代竹本津太夫としての出座歴は以下の通りである。文政年間のみであるが、師匠二代目綱太夫は文化2年（1805年）に没しているため、遅くとも文化年間には出座しており、また、唐鳥屋という商売がありながらの太夫業であるため、出座には制限があったと考えられる。
しかしながら、文政10年（1827年）8月堀江荒木芝居 二代目竹本綱太夫二十五回忌追善浄瑠璃『関取二代鑑』で「角力の段 跡」を語っていることから、初代津太夫の竹本綱太夫系での扱いの重さを感じることができる。（「秋津島の段 切」は三代目竹本綱太夫が語った。）
文政8年（1825年）
正月　江戸結城座　太夫竹本綱太夫『契情阿波の鳴戸』「一冊目」
文政9年（1826年）
8月　京四条北側大芝居『箱根霊験いざり仇討』「順慶館の段 口」竹本津太夫（竹本綱太夫の一座）
8月　京四条北側大芝居『女舞剣紅葉楓』「今宮広田の段」（竹本綱太夫の一座）
月不明 奈良瓦堂芝居　太夫竹本綱太夫『ひらかな盛衰記』「弐段目 奥」
文政10年（1827年）
正月　いなり社内　太夫竹本綱太夫『大内裏大友真鳥』「初段　中」
7月　京四条道場芝居　太夫竹本綱太夫『初あらし元文噺』「大川町の段」
8月堀江荒木芝居 太夫竹本政太夫　竹本綱太夫
『酒吞童子語』「北野社の段 口」「童子退治の段」
二代目竹本綱太夫二十五回忌追善浄瑠璃『関取二代鑑』「角力の段 跡」竹本津太夫「秋津島の段 切」を三代目竹本綱太夫
10月　名古屋若宮御社内　太夫竹本綱太夫
『ひらかな盛衰記』「二段目 口」『芦屋道満大内鑑』「道行」
11月　名古屋若宮社内芝居 太夫竹本綱太夫
『伊賀越道中双六』「円覚寺の段 口」竹本津太夫
『立春姫小松』「二段目 口」竹本津太夫
文政11年（1828年）
8月　名古屋若宮芝居　太夫竹本綱太夫『絵本太功記』「本能寺の段 奥」「妙心寺の段　口」（切は綱太夫）
9月　京四条北側大芝居　太夫竹本播磨大掾　太夫竹本綱太夫　太夫豊竹巴太夫　床頭取 竹本津太夫
以降の出座が確認できないため、28歳の際の事故により耳が不自由になり、素人語りの初代竹本蟠龍軒となったという記述と一致する。

## 二代目
鳥枩（素人） →  二代目竹本津太夫 →  鳥枩（素人） →  二代目竹本蟠龍軒 →  二代目竹本津太夫
天保の津太夫。本名：小鳥屋松蔵。三代目竹本綱太夫門弟で、竹本山城掾（二代目竹本津賀太夫）とは相弟子の間柄。小鳥屋松蔵から素人名を「鳥枩」という。父が事故によりプロの太夫業を廃業し、初代竹本蟠龍軒となったため、津太夫の名跡を父より譲られ二代目竹本津太夫を名乗る。子息が三代目竹本津太夫＝七代目竹本綱太夫。二代目津太夫を名乗った時期は明らかではないが、天保年間以降に二代目竹本津太夫としての出座が『義太夫年表近世篇』で確認できる。
天保2年（1831年）9月御霊社内『嬢景清八嶋日記』「初段 口」
天保4年（1833年）4月寺町和泉式部境内『ひらかな盛衰記』「粟津合戦 切」
天保6年（1835年）正月竹屋町長楽亭 浄瑠璃番組『八嶋日記娘景清（※ママ）』「三段目 大磯化粧坂の段」
天保9年（1838年）7月刊行『三都太夫三味線人形見立角力』に「西前頭　京 竹本津太夫」
弘化4年（1847年）正月四条北側大芝居 太夫竹本長登太夫『酒吞童子話』「大内の段」「童子退治の段」
父初代津太夫（初代蟠龍軒）同様、小鳥屋という商売を営みながらの太夫業であるため、折を見ながらの出座であったと考えられる。
また、京の素人の見立番付である弘化2年（1845年）刊『都素人浄瑠璃』の西の関脇に鳥枩がいることから、この頃にはプロの太夫を廃業し、素人の鳥枩となっていたことがわかる。
さらに、嘉永4年（1851年）5月『三都太夫三味線人形見競鑑』に「世話人 京竹本蟠竜軒」、嘉永5年 （1852年）四条寺町道場 かげゑ『敵討浦朝霧』「人丸社の段 鳥松改 蟠竜軒」『壇浦兜軍記』「重忠 綱太（四代目竹本綱太夫） 阿古や 竹むら（五代目竹本むら太夫） 岩永 蟠竜軒（二代目竹本津太夫）」（※義太夫年表近世篇は閏2月6日以降7月以前の公演とする）とあることから、この頃、鳥枩（鳥松）から父の名跡竹本蟠龍軒を二代目として襲名していたことがわかる。
『増補浄瑠璃大系図』の兄弟弟子である竹本山城掾（二代目竹本津賀太夫）欄に「嘉永元年又々西京へ帰らるゝ也 尤早々より四条道場寺内にて蟠竜軒席にて妹背山切 花上野志渡寺 四綱軒（四代目綱太夫）勤」とあり、家業の小鳥屋を廃業し、蟠龍軒席の席亭を勤めていたことがわかる。また、このことからも嘉永年間に二代目竹本蟠龍軒を名乗っていたことがわかる。
このことは、『商人買物独案内』からも明らかで、天保2年（1831年）版には「高辻烏丸東入町 唐鳥 唐鳥屋松五郎」と父・初代津太夫の代から営む唐鳥屋の名前があるが、嘉永4年（1851年）版では唐鳥屋が黒く塗りつぶされており、この間に家業の唐鳥屋を廃業したことがわかる。
これは、息子である三代目津太夫（七代目綱太夫）の「私の父は津太夫(二代目)といつて太夫でしたが後にやめまして素人義太夫となつて蟠龍軒と名乗て京都の素人義太夫の大関となりました。まあ名人といはれる格で厶います」という発言と一致する。
その後は二代目竹本蟠龍軒として活動し、安政2年（1855年）3月名古屋清寿院境『壇浦兜軍記』「岩永 蟠竜軒　重忠 竹文字 あこや 竹泉太」と蟠龍軒の名前が番付で確認できる。
しかし、同年3月改正『三都太夫三味線見競鑑』に「西前頭 大坂 竹本津太夫」とあり、翌安政3年（1856年）12月兵庫定芝居 文楽一座引越 太夫竹本長登太夫『花上野誉碑』「志渡寺の段 口」を語る竹本津太夫（切は竹本長登太夫）が確認できるように、この頃二代目竹本津太夫に戻り、芝居への出演を再開している。二代目竹本津太夫として芝居を再開した理由は明らかではないが、家業である小鳥屋を営む一方で、二代目津太夫として綱太夫系の一座に出座し、素人名鳥枩や蟠龍軒として活動し、蟠龍軒席という席亭まで勤めたため、家業の小鳥屋が傾き、生計を立てるためプロの太夫に復したと考えられる。
安政4年（1857年）11月大坂竹田芝居『仮名手本忠臣蔵』の芝居では、「大序 鶴ヶ岡の段」を二代目竹本津太夫、続く「二段目 若狭之助館の段 口」を子息初代竹本緑太夫（後の三代目津太夫・七代目綱太夫）が語っている。
以降も、竹本津太夫としての出座を続け、文久2年（1862年）閏8月京寺町和泉式部境内太夫 竹本大住太夫（山城掾の一座）『八陣守護城』「南巌寺の段 中」「淀城の段」、『猿回門出諷』「道行鳥辺山の段」が『義太夫年表近世篇』で確認できる二代目竹本津太夫の最後の出座となる。文久3年（1863年）3月刊行の「三都太夫三味線操見競鑑」では「世話人 竹本津太夫」と世話人まで登り詰めている。
子息の初代竹本緑太夫が、三代目竹本津太夫を襲名したのが、翌元治元年（1864年）から元治2年＝慶応元年（1865年）の間であり、この頃没している。
子息三代目津太夫（七代目竹本綱太夫）は「私は今だに父の語つた浄るりの百分の一ほども語ることが出来ません、父の高弟の某に此事を話しますと其人が「そうとも津太夫さん、貴方が一生かゝつても二代目の通り語ることは出来はせん」と云ひました、父は着物も四尺も着た位の大兵で、人を呼ぶ声も随分大う厶いました。」と語っている。
四代目竹本綱太夫が自らの門弟を記した「竹本綱太夫門弟見立角力」の東の小結に（二代目）竹本蟠龍軒として名が記されている。東の大関に（二代目）竹本津賀太夫の名があり、後の山城掾であることから、相弟子の間柄であることが裏付けられる。

## 三代目
錦木（素人）→ 竹本大筆太夫 → 三代目竹本蟠龍軒
四代目竹本濱太夫（四代目竹本津賀太夫）の門弟。後に、三代目竹本津太夫＝七代目竹本綱太夫の門弟。初出座等明らかではないが、安政元年（1854年）正月刊行の見立番付に「行司 錦木改竹本大筆太夫」とあることから、素人の錦木が竹本大筆太夫を名乗ったことが確認できる。行司欄にいることから、素人でも相当の大立物であったことがわかる。
『義太夫年表近世篇』によれば、安政6年（1859年）正月 京 四条南側大芝居『朝㒵日記』「宿屋の段」『妹背山婦女庭訓』「山の段 定高」翌2月『仮名手本忠臣蔵』「扇ヶ谷の段」を語っており、京で活躍した太夫であることがわかる。
明治5年（1872年）10月京 道場芝居『仮名手本忠臣蔵』「殿中の段 切」で大筆太夫改三代目竹本蟠龍軒を襲名。初代の孫、二代目の息子である三代目竹本津太夫＝七代目竹本綱太夫の死亡記事に「門弟に（略）神戸の蟠龍軒」とあることから三代目竹本津太夫＝七代目竹本綱太夫の門弟となっていたことが確認できる。初代・二代目の蟠龍軒も京で素人の大関となるほどの大立物であったことから、同じく京で錦木という素人の大立物であった大筆太夫に三代目竹本津太夫＝七代目竹本綱太夫が祖父・父の名跡（軒号）である竹本蟠龍軒を譲ったと考えられる。